# Louis Jacob van Zyl
Louis Jacobus van Zyl (Bloemfontein, 20 juli 1985) is een Zuid-Afrikaans atleet, gespecialiseerd in de 400 m horden. Van Zyl, die zichzelf L.J. noemt, is drievoudig Afrikaans kampioen en de Zuid-Afrikaanse recordhouder in zijn specialisatie. Ook heeft hij tweemaal deelgenomen aan de Olympische Spelen, waar hij geen medailles won en meerdere malen aan de wereldkampioenschappen, waar hij in 2011 zowel op de 400 m horden als op de 4 x 400 m estafette in de prijzen viel.

## Biografie

### Successen als B-junior
De atletiekloopbaan van L.J. van Zyl begon tijdens zijn scholierentijd. Op veertienjarige leeftijd sprintte hij al naar 22,09 s op de 200 m en liep hij op dezelfde dag 36,83, een Zuid-Afrikaans record voor zijn categorie op de 300 m horden. In 2001 werd Van Zyl uitgezonden naar de wereldkampioenschappen voor B-junioren in Debrecen. Voor de start was hij met het snelste persoonlijke record op de 400 m horden de favoriet voor dit onderdeel. Hij werd echter al in de series uitgeschakeld, omdat hij met zijn been onder het horizontale vlak door de bovenzijde van de horde sleepte, wat leidde tot een diskwalificatie. Bij de Zweedse estafette behaalde Van Zyl wel een medaille: het Zuid-Afrikaanse team werd tweede. Een jaar erna wist L.J. van Zyl zijn fout ruimschoots goed te maken door de 400 m horden op de wereldkampioenschappen voor junioren te winnen. Zijn tijd, 48,89, was een (officieus) wereldrecord voor B-junioren.

### Teleurstellingen
Deze veelbelovende progressie kon Van Zyl niet vasthouden. In 2003 werd hij wel voor het eerst Zuid-Afrikaans kampioen bij de senioren, maar hij bleef wel 33 honderdste van een seconde achter op zijn toenmalige persoonlijke record, onder andere door een trainerswissel. Zijn tijd was wel snel genoeg voor een kwalificatie voor de wereldkampioenschappen van dat jaar. Hij deed uiteindelijk niet mee aan dit toernooi omdat hij eindexamen had tijdens de kampioenschappen.
Een jaar erna kwam een grotere teleurstelling: bij de WK U20 in het Italiaanse Grosseto belandde hij buiten het podium in een tijd van 49,06. Ook was deze tijd niet genoeg om zich te kwalificeren voor de Olympische Spelen van Athene. De gemiste kans werd datzelfde toernooi nog wel wat verzacht door een tweede plek bij de 4 x 400 m estafette.
 Als reactie op de stagnerende resultaten besloot Louis Jacob van Zyl te verhuizen naar Pretoria en om daar te gaan trainen onder oud-atleet Hennie Kotze.

### Eerste seniorenjaren
De overstap naar de nieuwe trainer, die gepaard ging met de overgang van de junioren naar de senioren, had al succes voor de piekperiode van L.J. van Zyl. In het midden van februari 2005 verbeterde hij zijn persoonlijk record met 0,35 s naar 48,54. Ook won hij later in dat jaar de Athens Grand Prix in Athene en kwalificeerde hij zich dat jaar voor de wereldkampioenschappen in Helsinki, waar hij in de finale zesde werd. Het jaar sloot hij succesvol af met een persoonlijk record en een derde plek bij de wereldatletiekfinale.
 Ook het jaar 2006 was succesvol voor Van Zyl. Hij werd kampioen bij de Gemenbestspelen van Melbourne in maart. Ook bij andere wedstrijden, waaronder bij de Golden League, eindigde hij stabiel bovenaan. Eind 2006 onderging L.J. van Zyl een operatie aan zijn been.

### Wederom een teleurstelling
Het seizoen 2007 begon goed voor L.J. van Zyl: hij won de Afrikaanse Spelen en werd eerste in Rome bij de Golden Gala. Een podiumplek bij de wereldkampioenschappen van dat jaar was dan ook zijn doel. Al in de series werd deze ambitie onbereikbaar: lopend naar een eerste plek begon hij al voor de finish af te remmen en werd hij op het laatste stuk van de race ingehaald door vier andere atleten.
 Hij wisselde eind 2007 van trainer, doordat Hennie Kotze besloot te emigreren naar Saudi-Arabië. Zijn nieuwe trainer werd Nico van Heerden. Ook onderging hij in diezelfde periode wederom een operatie, ditmaal aan zijn lies, wat de start van het baanseizoen voor Van Zyl uitstelde. In mei, tijdens de Afrikaanse kampioenschappen, wist hij een kwalificatie voor de Olympische Spelen van Peking af te dwingen door 48,91 te lopen, genoeg voor de winst. In Peking bereikte van Zyl de finale waar hij, achter een Amerikaans podium en Jamaicaan Danny McFarlane, vijfde werd.

### Onder de 48-secondengrens
Net zoals in 2007 begon het seizoen voor Van Zyl goed. Hij liep 48,37 bij de Golden Gala en bij de Herculis-meeting in Monaco verbeterde hij zijn drie jaar oude persoonlijke record weer en behaalde hij zijn doel wat hij oorspronkelijk het jaar ervoor had willen behalen. Hij dook 0,06 s onder de 48 seconden en won de wedstrijd. De WK van 2009 gingen echter ook net zoals in 2007 niet goed. Hij had te vroeg gepiekt, waardoor Van Zyl bij de WK niet verder kwam dan 48,80 in de halve finale, drie honderdste van een seconde achter de nummer acht, die wel de finale haalde.
2010, het enige jaar van de vierjarige cyclus zonder een mondiaal kampioenschap, was qua tijden een minder jaar voor L.J. van Zyl. Hij kwam niet in de buurt van zijn tijd van het jaar ervoor. Hij wist wel Afrikaans kampioen en tweede bij de Gemenebestspelen te worden.
Al in februari 2011, ver voor de grote internationale wedstrijden begonnen, liep Van Zyl in zijn woonplaats Pretoria een persoonlijk en nationaal record van 47,66. Ook bij de Zuid-Afrikaanse kampioenschappen ging hij in een snelle tijd naar de eindstreep. Op de 400 m zonder horden verbeterde hij zich ruim, van 45,82 naar 44,86. Zijn topvorm resulteerde in de vier snelste tijden van het jaar op de 400 m horden, allemaal gelopen tussen februari en mei. De WK in Daegu verliepen dan ook beter dan de edities ervoor. Een overwinning zat er voor Van Zyl, die in Daegu kampte met een lichte hamstringblessure, niet in. Hij werd "slechts" derde wat, net zoals in 2009, te wijten viel aan het te vroeg pieken. De estafetteploeg op de WK bij de 4 x 400 m behaalde de finale, zonder dat Van Zyl in het team zat, in een nationaal record. Desondanks werd ervoor gekozen om niet Oscar Pistorius, maar Van Zyl in de finale te laten lopen. Hij wist als laatste loper het Jamaicaanse team achter zich te houden en eindigde als tweede in een tijd van 2.59,87.

### Olympische Spelen van Londen
In aanloop naar de Spelen van Londen in 2012 probeerde L.J. van Zyl later in vorm te raken vergeleken met 2011. Tot april bleef zijn focus op de trainingen, die in tegenstellingen tot veel jaren ervoor blessurevrij waren. Begin april kwalificeerde hij zich bij een wedstrijd van het Zuid-Afrikaanse baancircuit voor de Olympische Spelen, door 49,42 te lopen. Vanaf toen liep het seizoen anders dan van Zyl wilde. In mei kreeg hij last van blessures en bereikte hij niet de 49-secondengrens. In aanloop naar en tijdens de Olympische Spelen had Van Zyl last van een knieblessure en was daardoor niet fit. Daags voor de series van de Olympische Spelen gaf de trainer van Van Zyl, Hennie Kotze, aan dat het verstandig was om niet te lopen. Uiteindelijk liep L.J. van Zyl wel, maar hij liep een teleurstellende 50,31 s en kwam niet door de series. Van Zyl kwam ook in actie op de 4 x 400 m estafette. In de series, waarin hij zelf niet liep, bereikte het Zuid-Afrikaanse team de finish niet, door een val van de Keniaanse loper Vincent Mumo Kiilu. Uiteindelijk besloot de jury om Zuid-Afrika alsnog door te laten gaan naar de finale. Hierdoor moest de nog steeds geblesseerde van Zyl toch uitkomen voor het team, dat met meerdere blessures kampte.
Ook in 2013 kon niet L.J. van Zyl niet in de buurt van toptijden komen. Hij liep begin juni als snelste seizoenstijd 49,11 s. Dit was snel genoeg voor een WK-kwalificatie. Hij kwam bij die kampioenschappen niet door de series. Hij werd 25e in 50,05 s. Het baanseizoen van 2014 verliep beter dan de twee voorgaande jaren: hij doorbrak dat seizoen de 49-secondengrens. Van Zyl heeft aangegeven te willen deelnemen aan de Gemenebestspelen van 2014.
Louis Jacob van Zyl is naast atleet een parttime rundveehouder. Hij heeft gestudeerd aan de Universiteit van Pretoria en is aangesloten bij de Tuks University Athletics Club, eveneens in Pretoria. Hij is getrouwd met langeafstandsloopster Irvette van Blerk. Van Zyl heeft aangegeven in ieder geval door te zullen gaan als wedstrijdatleet tot de Olympische Spelen van Rio, omdat hij graag een olympische medaille wil winnen. 

## Titels
- Kampioen Afrikaanse Spelen 400 m horden - 2007
- Afrikaans kampioen 400 m horden - 2006, 2008, 2010
- Afrikaans kampioen 4 x 400 m estafette - 2008
- Gemenebestkampioen 400 m horden - 2006
- Zuid-Afrikaans kampioen 400 m horden[6] - 2003, 2006, 2008, 2011
- Wereldkampioen U20 400 m horden - 2002

## Persoonlijke records
Outdoor
| Onderdeel    | Prestatie | Datum            | Plaats    |
| ------------ | --------- | ---------------- | --------- |
| 200 m        | 20,71     | 20 maart 2015    | Pretoria  |
| 400 m        | 44,86 s   | 26 maart 2011    | Germiston |
| 400 m horden | 47,66 s   | 25 februari 2011 | Pretoria  |

## Prestatieontwikkeling
| Jaar | 400 m horden | 400 m |
| ---- | ------------ | ----- |
| 2001 | 51,14        |       |
| 2002 | 48,89        |       |
| 2003 | 49,22        |       |
| 2004 | 49,06        | 46,41 |
| 2005 | 48,11        | 46,28 |
| 2006 | 48,05        |       |
| 2007 | 48,24        |       |
| 2008 | 48,22        | 46,02 |
| 2009 | 47,94        | 45,82 |
| 2010 | 48,51        | 46,62 |
| 2011 | 47,66        | 44,86 |
| 2012 | 49,42        |       |
| 2013 | 49,11        |       |
| 2014 | 48,96        |       |
| 2015 | 48,78        | 46,23 |

## Palmares

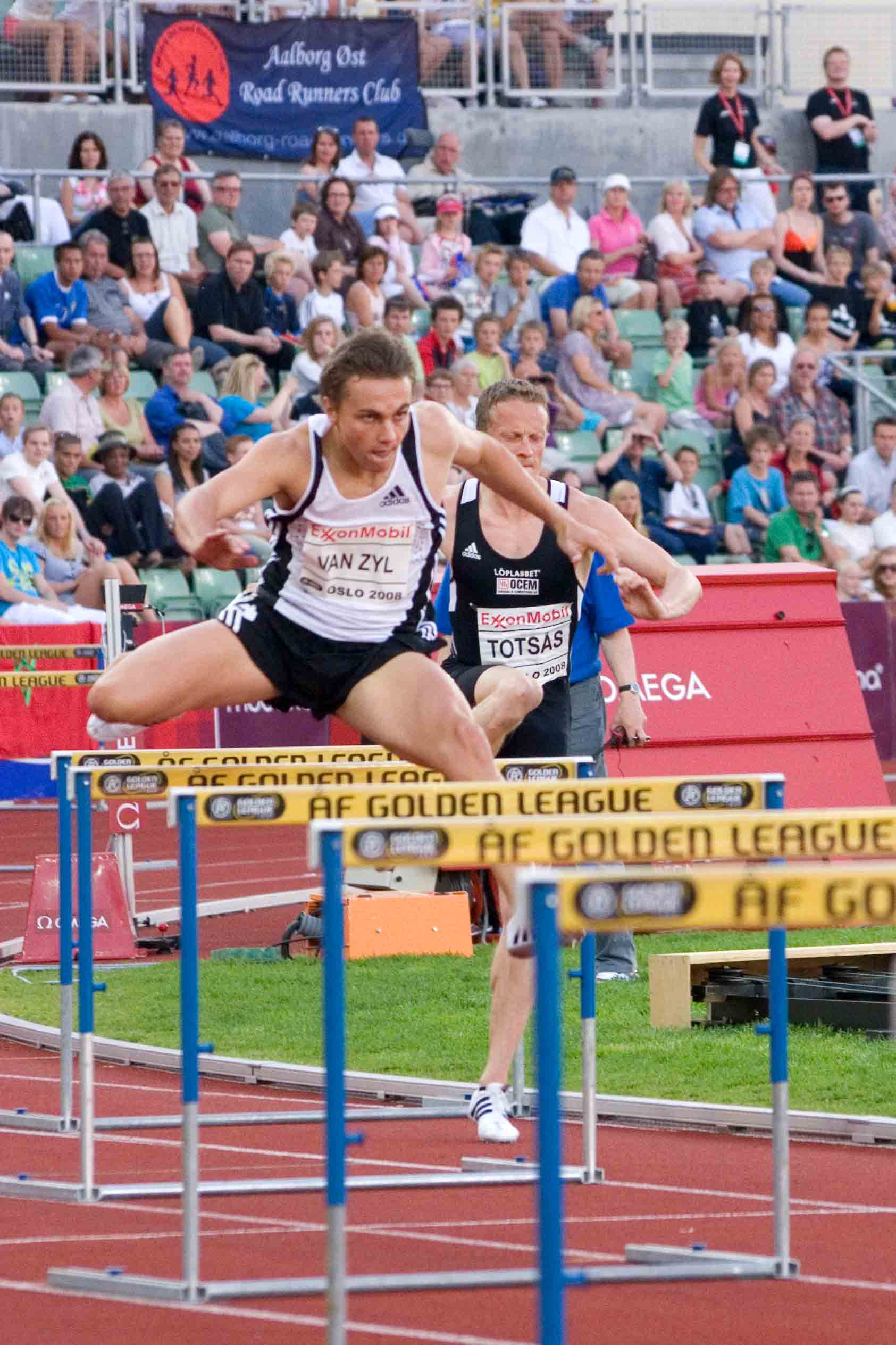
L.J. van Zyl bij de Bislett Games in 2008.

### 400 m horden
Kampioenschappen
- 2001: DQ WK U18
- 2002:  WK U20 - 48,89 s (CR)
- 2004: 4e WK U20 - 49,06 s
- 2005: 6e WK - 48,54 s
- 2005:  Wereldatletiekfinale - 48,11 s
- 2006:  Gemenebestspelen - 48,05 s
- 2006:  Afrikaanse kamp. - 49,43 s
- 2006:  Wereldatletiekfinale - 48,08 s
- 2006:  Wereldbeker - 48,35 s
- 2007:  Afrikaanse Spelen - 48,74 s
- 2007: 4e in serie WK - 49,71 s
- 2007: 8e Wereldatletiekfinale - 49,62 s
- 2008:  Afrikaanse kamp. - 48,91 s
- 2008: 5e OS - 48,42 s
- 2008: 5e Wereldatletiekfinale - 49,95 s
- 2009: 6e in ½ fin. WK - 48,80 s
- 2009:  Wereldatletiekfinale - 48,74 s
- 2010:  Afrikaanse kamp. - 48,51 s
- 2010:  Gemenebestspelen - 48,63 s
- 2010: 5e IAAF Continental Cup - 49,97 s
- 2011:  Z-Afrikaanse kamp. - 47,73 s
- 2011:  WK - 48,80 s
- 2012:  Z-Afrikaanse kamp. - 51,00 s
- 2012: DNF in fin. Afrikaanse kamp.
- 2012: 6e in serie OS - 50,31 s
- 2013: 5e in serie WK - 50,05 s
- 2014: 9e in series Gemenebestspelen - 50,07 s
- 2014: 4e Afrikaanse kamp. - 49,79 s
- 2014: 6e FBK Games - 50,57 s
- 2015: 6e in ½ fin. WK - 48,89 s
- 2016: 4e Afrikaanse kamp. - 49,46 s
- 2016: 5e in ½ fin. OS - 49,00 s

Golden League-podiumplekken
- 2006:  Meeting Gaz de France – 48,61 s
- 2006:  Golden Gala – 48,46 s
- 2006:  Weltklasse Zürich – 48,09 s
- 2007:  Golden Gala – 48,24 s
- 2008:  Bislett Games – 48,84 s
- 2009:  Golden Gala – 48,37 s

Diamond League-podiumplekken
- 2010:  Qatar Athletic Super Grand Prix – 49,59 s
- 2011:  Qatar Athletic Super Grand Prix – 48,11 s
- 2011:  Golden Gala – 47,91 s

### 4 x 100 m
- 2009: 14e in series WK - 39,71 s

### 4 x 400 m
- 2002: 6e in serie WK U20 - 3.07,65
- 2004:  WK U20 - 3.04,50
- 2005: 13e WK - 3.04,64
- 2006:  Gemenebestspelen - 3.01,84
- 2007: DNF in fin. Afrikaanse Spelen
- 2008:  Afrikaanse kamp. - 3.03,58
- 2008: 9e in series OS - 3.01,26
- 2011:  WK - 2.59,87
- 2012: 7e OS - 3.03,46
- 2016: 4e Afrikaanse kamp. - 3.04,73

### medley
- 2001:  WK U18 - 1.51,35